# Серин-С-пальмитоилтрансфераза
Серин-С-пальмитоилтрансфераза, также серин-пальмитоилтрансфераза, 3-оксосфинганин синтаза (англ. serine C-palmitoyltransferase, сокр. SPT) — фермент (КФ 2.3.1.50), из семейства ацилтрансфераз (класс трансферазы), катализирующий реакцию переноса ацильной группы на молекулу субстрата — серина, по уравнению:
пальмитоил-CoA + серин {\displaystyle \rightleftharpoons } CoA-SH + 3-дегидро-D-сфинганин + CO2.
В реакции участвуют два субстрата серин и пальмитоил-CoA, продуктами реакции являются кофермент А, 3-дегидро-D-сфинганин и углекислый газ. Реакция является ключевой ступенью в биосинтезе сфингозина, который является предшественником многих сфинголипидов. В качестве кофактора фермент использует пиридоксальфосфат (PLP).

## Структура
Серин C-пальмитоилтрансфераза является членом семейства AOS (a-оксоаминсинтазы) PLP-зависимых ферментов, которые катализируют конденсацию аминокислот и ацил-CoA-тиоэфирных субстратов. Человеческий фермент представляет собой гетеродимер, состоящий из двух мономерных субъединиц, известных как длинная цепь 1 и 2 (LCB1/2), кодируемых отдельными генами. Активный сайт LCB2 содержит лизин и другие ключевые каталитические аминокислотные остатки, которые отсутствуют в LCB1, и не участвует в катализе, но тем не менее необходимы для синтеза и стабильности фермента.
По состоянию на конец 2007 года были изучены две структуры для этого класса ферментов, с кодами доступа PDB 2JG2 и 
2JGT.

## Механизм
PLP (пиридоксаль-5'-фосфат)-зависимая серин-C-пальмитоилтрансфераза выполняет первую ферментативную стадию биосинтеза de novo сфинголипидов. Фермент катализирует кляйзен-подобную конденсацию между L-серином и субстратом ацил-CoA-тиоэфиром (CoASH) (как правило, ацил — C16-пальмитоил) или ацил-ACP (ацил-ацилпереносящий белок) тиоэфирным субстратом с образованием 3-кетодигидросфингозина. Первоначально кофермент PLP связывается с лизином активного сайта посредством основания Шиффа, чтобы образовать голо-форму или внутренний альдимин фермента. Затем аминогруппа L-серина атакует и вытесняет лизин, связанный с PLP, образуя внешнее альдиминовое промежуточное соединение. Затем происходит депротонирование на α-С-атоме серина, образуя хиноноидное промежуточное соединение, которое атакует входящий тиоэфирный субстрат. После декарбоксилирования и атаки лизина, продукт реакции 3-кетодигидросфингозин высвобождается и  происходит преобразование каталитически активного PLP. Эта реакция конденсации образует сфингоидное основание или основание с длинной цепью, обнаруженное во всех последующих промежуточных сфинголипидах и сложных сфинголипидах в организме.

## Изоформы
У разных видов существует множество различных изоформ серин-C-пальмитоилтрансферазы. В отличие от эукариот, у которых фермент гетеродимерен и связан с мембраной, бактериальные ферменты являются гомодимерами и цитоплазматическими. Исследования изоформы фермента, обнаруженной в грамотрицательной бактерии S. paucimobilis, были первыми, которые прояснили структуру фермента, показав, что кофактор PLP удерживается на месте несколькими остатками аминокислот активного центра, включая Lys265 и His159. В частности, изоформа S. paucimobilis имеет остаток аргинина в активном центре (Arg378), который играет ключевую роль в стабилизации карбоксильной группы внешнего промежуточного альдимина PLP-L-серина. Подобные остатки аргинина в гомологах ферментов (Arg370, Arg390) играют аналогичную роль. Другие гомологи, такие как Sphingobacterium multivorum, имеют карбоксильную группу, связанную с остатками серина и метионина через молекулы воды вместо аргинина. Обнаружено, что некоторые гомологи ферментов, такие как S. multivorum и B. stolpii, связаны с внутренней клеточной мембраной, напоминая таким образом эукариотические ферменты. Гомолог B. stolpii также обладает субстратным ингибированием пальмитоил-CoA, особенностью, общей для гомологов дрожжей и млекопитающих.

## Клиническое значение
HSAN1 (наследственная сенсорная и автономная нейропатия 1-го типа, Hereditary sensory and autonomic neuropathy, type 1) — генетическое заболевание, вызываемое мутациями либо в одном из SPTLC1, либо в SPTLC2, генах, кодирующих две гетеродимерные субъединицы фермента эукариотической серин-C-пальмитоилтрансферазы. Было показано, что эти мутации изменяют специфичность активного центра, в частности, за счёт усиления способности фермента конденсировать L-аланин с субстратом пальмитоил-CoA. Это согласуется с повышенными уровнями дезоксисфингоидных оснований, образующихся в результате конденсации аланина с пальмитоил-CoA, наблюдаемыми у пациентов с HSAN1.

## Распространение в живых организмах
Серин-С-пальмитоилтрансфераза экспрессируется у большого числа видов живых организмов — от бактерий до человека. Бактериальный фермент представляет собой водорастворимый гомодимер, тогда как у эукариот фермент представляет собой гетеродимер, который прикреплён к эндоплазматическому ретикулуму. Люди и другие млекопитающие экспрессируют три паралогичные субъединицы SPTLC1, SPTLC2 и SPTLC3. Первоначально было предположено, что функциональный фермент человека является гетеродимером между субъединицей SPTLC1 и второй субъединицей, которая является либо SPTLC2, либо SPTLC3. Однако более поздние данные предполагают, что фермент может существовать в виде более крупного комплекса, возможно октамера, включающего все три субъединицы.